# Église Saint Bartholomew de Dinard
L’église Saint Bartholomew de Dinard est une église anglicane achevée de construire en 1870 et toujours le lieu de rencontre de la communauté anglicane de Dinard aujourd'hui.

## Histoire
L'église Saint Bartholomew a été achevée en 1870, malgré l'avis défavorable de l’évêque de Londres qui considérait qu'il y avait trop d'églises dans la région, grâce à la donation du terrain par M. William Faber, et à la générosité de nombreuses personnes dont William Faber et Sir Philip Egerton. La guerre de 1870 empêcha de tenir l'inauguration espérée en présence de l'empereur Napoléon III et le premier culte eut lieu le 16 novembre 1871.
La nouvelle église fut dédiée à l'apôtre saint Barthélemy, connu pour son amour de la Bible et sa passion de précher la Bonne Nouvelle.
Le succès de la station balnéaire de Dinard amenant un nombre sans cesse croissant de Britanniques fortunés accompagnés d'une nombreuse domesticité, il fallut agrandir l'église en 1890. À cette époque, M. Faber avait cédé l'église à un conseil de 7 personnes qui en assuraient la gestion. 
Ce n'est qu'en 1926 que la situation administrative de l'église Saint Bartholomew fut réglée : elle avait jusqu’alors été considérée comme un bien privé situé sur un terrain privé. Sous la conduite éclairée de Sir George Curtis et du général Smith-Dorrien, elle devint la propriété de l'Association cultuelle de l’Église anglicane de Dinard. 
Pendant la seconde Guerre mondiale, un prêtre épiscopalien américain en retraite, Karl Cate, continua à célébrer les offices jusqu'à l'entrée en guerre des États-Unis. L'église fut ensuite utilisée par des soldats allemands luthériens qui respectèrent le bâtiment et le laissèrent sans aucune dégradation. Le bedeau John Clarck resta pendant toute la guerre à Dinard et put surveiller l'église. 
Après la guerre la baisse de fréquentation de Dinard par les Anglais et les Américains obligea la paroisse à un fonctionnement en pointillés et surtout à se passer d'un prêtre en résidence. Le curé catholique apporta son aide. La communauté anglicane se souvient qu'à la mort du roi George VI, le curé et ses paroissiens participèrent au deuil national des Britanniques en célébrant des messes. 
En 1994, la ré-augmentation du nombre de Britanniques dans la région permit de renouer avec une célébration d'un office chaque dimanche.

## Description

### Le bâtiment
À la suite de ses agrandissements successifs, l'église se présente comme un édifice à deux vaisseaux en charpente apparente en style gothique anglais, doté d'une chapelle latérale sud et d'un porche au sud également. Les nombreux vitraux, les boiseries, les nombreux coussins brodés et les tapis lui donnent une tonalité très chaleureuse. 
L'église comporte une bibliothèque.

### L'orgue

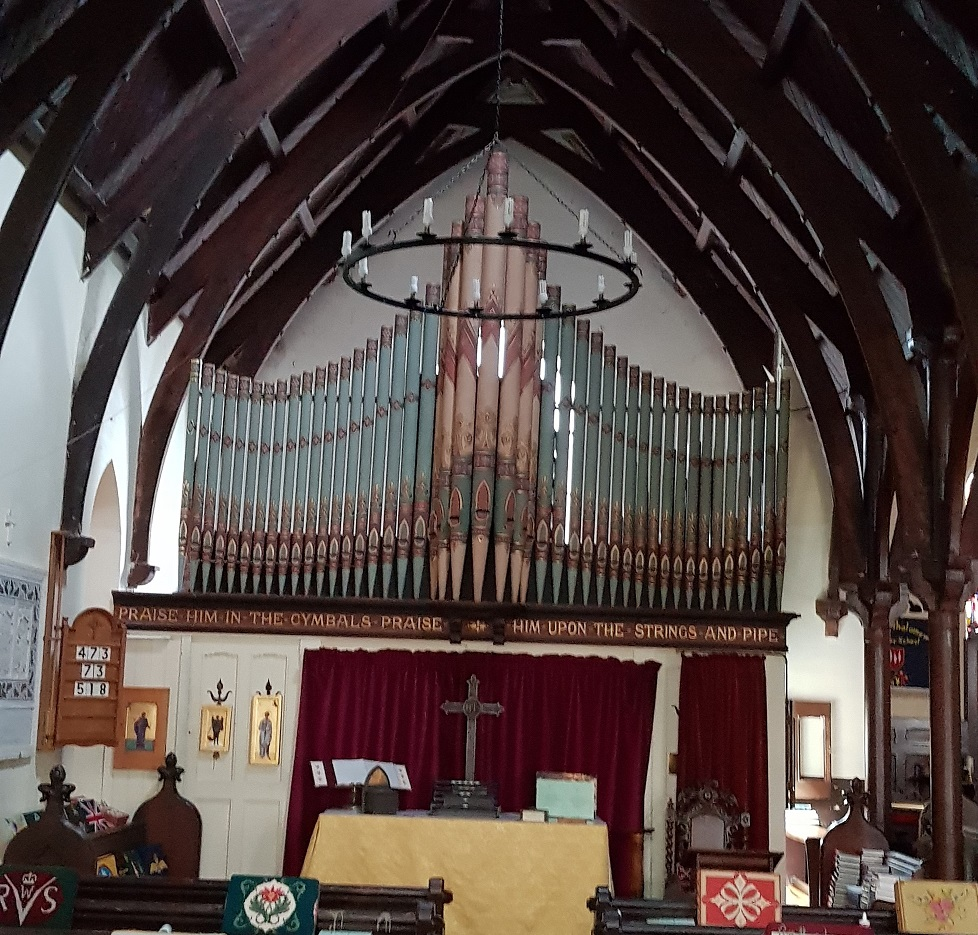
L'orgue de style anglais - la console est située perpendiculairement au massif, à droite (non visible sur la photo)

L'église Saint Bartholomew comporte un bel orgue anglais de 13 jeux sur 2 claviers et un pédalier, œuvre du facteur anglais Alfred Oldknow (1848-1912), qui avait appris le métier chez Bevington à Londres et qui s'était installé dans les îles anglo-normandes. 
L'orgue fut installé en 1894. Sa façade est peinte selon la tradition anglaise victorienne ; la composition des jeux est elle aussi typique de la tradition anglaise, bien adaptée pour accompagner les hymnes anglicans. 
L'orgue a été complètement relevé en 1967 par la Manufacture Beuchet-Debierre et à nouveau en 2014-2015 par Andrew Cooper (basé sur l'île de Wight), qui effectua un relevage complet de l'instrument, qui était alors à bout de souffle. L'instrument a enfin bénéficié en 2021, d'une réfection complète de la traction mécanique des notes, par les facteurs d'orgues Jean Deloye et Michel Formentelli, qui ont ainsi amélioré, optimisé et allégé la traction des notes. En 2024, le facteur d'orgue Bernard Dargassies intervient sur la mécanique du deuxième clavier (Swell), afin d'optimiser la promptitude et l'articulation des touches de ce clavier.
Cet orgue est l'un des rares témoins presque intacts de l'œuvre de Alfred Oldknow, mais aussi le dernier qu'il ait pu construire en Bretagne.
L'orgue est mis en valeur grâce aux concerts intitulés « Tea Time Concert », étalé sur toute l'année (un par saison).
Disposition :
| Great         |        |
| Open Diapason | 8'     |
| Bourdon       | 8'     |
| Clarabella    | 8'     |
| Principal     | 4'     |
| Fifteenth     | 2'     |
| Twelfth       | 2' 2/3 |
| Tierce        | 1' 3/5 |

| Swell            |         |
| Violin Diapason  | 8'      |
| Lieblich Gedackt | 8'      |
| Principal        | 4'      |
| Fourniture       | III rgs |
| Horn             | 8'      |

| Pedal   |     |
| Bourdon | 16' |

Accessoires : Accouplement Réc./G.O., Tirasse G.O., Tirasse Réc., Tremblant

## Situation actuelle
Une soixantaine de personnes participent au culte dominical de basse saison touristique et une centaine en haute saison.
De 2007 à août 2018, le pasteur de la communauté anglicane de Dinard fut le révérend Gareth Randall (1949-2018), qui fut le premier prêtre permanent de l'église. 
Entre août 2018 et août 2019, l’intérim a été effectué par les révérends Peter Hales et Michael Langrish (ancien évêque d'Exeter) .
De septembre 2019 à Avril 2021, le révérend de la paroisse fut Gary Wilton (qui fut précédemment prêtre à l'église All Saints Ecclesall, à Sheffield). 
Depuis 2021, en attendant la nomination d'un nouveau révérend en titre, l'intérim est assuré par plusieurs révérends, dont Peter Hales, puis John Gay, puis Beverley Anne Mason (évêque auxiliaire de Liverpool), Ed Hanson et Adam Thomas.
Depuis Août 2024, le nouveau révérend permanent est Patrick Malone.
L'église Saint Bartholomew est le seul édifice purement anglican du grand Ouest de la France.
Elle participe au dialogue œcuménique et à la vie locale, notamment aux commémorations des deux guerres mondiales. 

## Personnalités liées à l'église anglicane de Dinard
L'église Saint Bartholomew s'enorgueillit de plusieurs visiteurs particulièrement illustres venus prier dans ses murs :
- Agatha Christie
- Oscar Wilde
- Winston Churchill
- le roi Édouard VII
- Lawrence d’Arabie
- Hugh Grant

## Sources
- Alan C. Charters, Notice historique sur l'église Saint Bartholomew de Dinard
- Loup Besmond de Senneville, La discrète présence de l’Église anglicane en France, article de La Croix du 30 mai 2011, accès le 16 octobre 2016
- Stéphanie Bazylak, L'ambiance so british de l'église anglicane, article de Ouest-France du 28 juillet 2013, accès le 16 octobre 2016
- Claire Lesegretain, L’"English touch" à Dinard, Article de La Croix du 24 août 2015, accès le 16 octobre 2016